# Rudolf Seiters

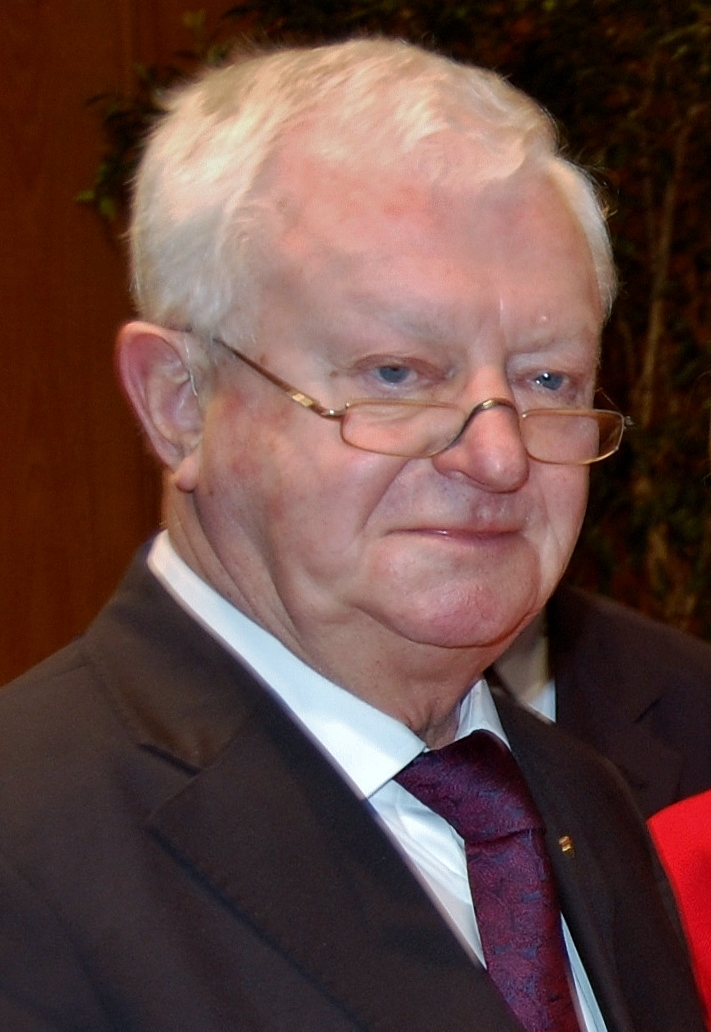
Rudolf Seiters (2013)

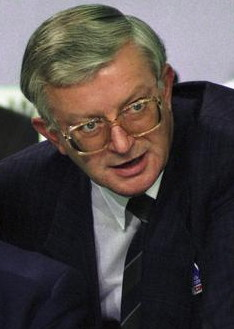
Rudolf Seiters (1989)

Rudolf Seiters (* 13. Oktober 1937 in Osnabrück) ist ein deutscher Politiker (CDU). Er war von 1989 bis 1991 als Bundesminister für besondere Aufgaben, Chef des Bundeskanzleramtes, von 1991 bis 1993 Bundesminister des Innern und von 1998 bis 2002 Vizepräsident des Deutschen Bundestages. Von 2003 bis Ende 2017 war er Präsident des Deutschen Roten Kreuzes.

## Leben und Beruf
Seiters wurde als Sohn des Oberpostinspektors Adolf Seiters und seiner Frau Josefine, geb. Gördel, in Osnabrück geboren und wuchs in Bohmte (im benachbarten Kleinkreis Wittlage) auf. Nach dem Abitur am Gymnasium Carolinum in Osnabrück 1959 absolvierte er ein Studium der Rechts- und Staatswissenschaften an der Westfälischen Wilhelms-Universität Münster, das er 1963 mit dem ersten und 1967 mit dem zweiten juristischen Staatsexamen beendete. Während seines Studiums wurde er Mitglied der Jungen Europäischen Föderalisten und 1959 Mitglied des W.K.St.V. Unitas Winfridia zu Münster, zudem ist er heute Mitglied bei W.K.St.V. Unitas Rhenania zu Bonn. Er war 1968/69 Regierungsassessor beim Regierungspräsidenten in Osnabrück (Wirtschafts- und Wohnungsbaudezernat).
Von November 2003 bis zum 1. Dezember 2017 war Seiters Präsident des Deutschen Roten Kreuzes. Er engagierte sich im Lions Club seit 1975.
Rudolf Seiters ist mit Brigitte Seiters, geb. Kolata, verheiratet, hat drei Töchter, darunter die Journalistin Sarah Seiters (* 1981 in Papenburg), und wohnt in Papenburg.

## Partei
1958 gründete er die Junge Union in Bohmte. Im selben Jahr wurde er zudem Mitglied der CDU. 1963 bis 1965 war er Bezirksvorsitzender der Jungen Union Osnabrück-Emsland, von 1965 bis 1968 Vorsitzender deren Landesverbandes Hannover und 1968 bis 1971 erster Vorsitzender des neu gegründeten Landesverbandes Niedersachsen. Von 1967 bis 1971 war er außerdem Mitglied des Bundesvorstandes der Jungen Union und von 1971 bis 1973 Mitglied des Bundesvorstandes der CDU. Von 1972 bis 1998 war er stellvertretender CDU-Landesvorsitzender Niedersachsens. Von 1992 bis 1998 war er außerdem Mitglied des Präsidiums der CDU Deutschlands.

## Abgeordneter
Von 1969 bis 2002 war er Mitglied des Deutschen Bundestages. Hier war er von 1971 bis 1976 sowie von Oktober 1982 bis November 1984 Parlamentarischer Geschäftsführer der CDU/CSU-Bundestagsfraktion, von November 1984 bis April 1989 war er ihr Erster Parlamentarischer Geschäftsführer. Nach der Bundestagswahl 1994 war er bis 1998 stellvertretender Vorsitzender der CDU/CSU-Bundestagsfraktion. Von 1998 bis 2002 war er Vizepräsident des Deutschen Bundestages.
Rudolf Seiters ist 1969, 1972 und 1976 als direkt gewählter Abgeordneter des Wahlkreises Emsland und danach stets als direkt gewählter Abgeordneter des Wahlkreises Unterems in den Bundestag eingezogen.

## Öffentliche Ämter

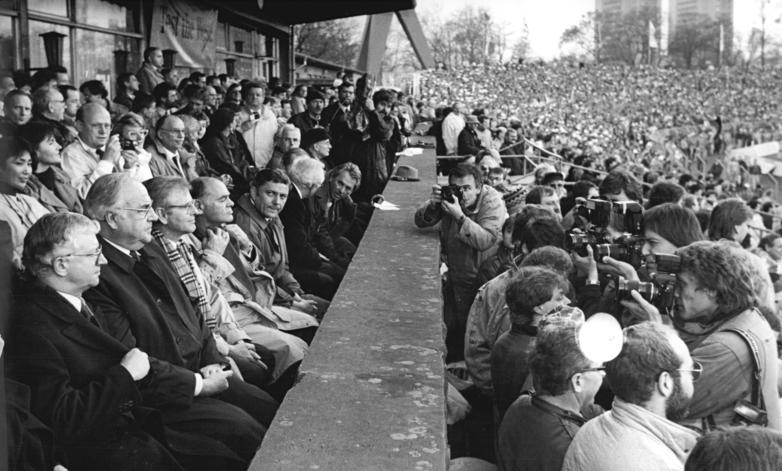
Rudolf Seiters (links neben Helmut Kohl) 1990 als Zuschauer eines Fußballspiel in Dresden

Am 21. April 1989 wurde er als Bundesminister für besondere Aufgaben und Chef des Bundeskanzleramtes in die von Bundeskanzler Helmut Kohl geführte Bundesregierung berufen. Am 26. November 1991 wurde er dann zum Bundesminister des Innern ernannt.
In der Asyldebatte wandte sich Seiters stets gegen sogenannten „Asylmissbrauch“ und forderte eine Verschärfung und Beschränkung des Asylrechts. Auf der Pressekonferenz in Rostock am 24. August 1992, anlässlich der Ausschreitungen in Rostock-Lichtenhagen, forderte Seiters erneut eine Beschränkung der Zahl der Asylbewerber: „Wir müssen handeln gegen den Missbrauch des Asylrechts, der dazu geführt hat, dass wir einen unkontrollierten Zustrom in unser Land bekommen haben, ich hoffe, dass die letzten Beschlüsse der SPD, sich an einer Grundgesetzänderung zu beteiligen, endlich den Weg frei machen.“ Mit der Änderung des Grundgesetzes und des Asylverfahrensgesetzes am 6. Dezember 1992 konnte sich seine Position weitgehend durchsetzen.
Als am 27. Juni 1993 bei einem polizeilichen Einsatz auf dem Bahnhof im mecklenburgischen Bad Kleinen der GSG-9-Beamte Michael Newrzella ums Leben gekommen war und der gesuchte RAF-Terrorist Wolfgang Grams sich selbst erschossen hatte, übernahm Seiters die politische Verantwortung und trat am 4. Juli 1993 von seinem Amt zurück. 
Vorausgegangen war allerdings eine – wie heute bekannt ist – fehlerhafte Berichterstattung von Monitor und Spiegel, die suggerierte, Grams sei aus Rache von den Kollegen des getöteten Polizisten vorsätzlich erschossen worden.
Durch diese Berichterstattung ging das Ereignis als Synonym für vermeintliche Polizeigewalt und einen angeblich vertuschten Mord ins kollektive Gedächtnis der Bundesrepublik ein und wuchs sich zu einer „Staatsaffäre“ aus.

## Auszeichnungen
Rudolf Seiters erhielt 1995 das Große Bundesverdienstkreuz mit Stern. Im Jahr 2000 verlieh ihm die Universität der Bundeswehr München die Ehrendoktorwürde (Dr. rer. pol. h. c.). Am 4. Oktober 2014 wurde Rudolf Seiters als erster Westdeutscher mit dem Scheidegger Friedenspreis ausgezeichnet, der Menschen verliehen wird, die sich in besonderem Maßen um die Wiedervereinigung verdient gemacht haben. Im Jahr 2008 erhielt er die Dr.-Rainer-Hildebrandt-Medaille von Alexandra Hildebrandt, mit der einmal im Jahr außerordentliches, gewaltloses und menschenrechtliches Engagement gewürdigt wird. 2018 erhielt er das Große Verdienstkreuz mit Stern und Schulterband.
Am 15. Juni 2019 erhielt er die Ehrendoktorwürde der medizinischen Fakultät der Universität Bonn.
- 2015 „Estrongo Nachama Preis für Zivilcourage und Toleranz“ der Berliner Stiftung Meridian[25]

## Kabinette
- Kabinett Kohl III – Kabinett Kohl IV

## Politische Aussagen
Seiters hat auch eine wichtige Rolle im Diskurs um den Asyl-Streit und das Pogrom von Rostock-Lichtenhagen gespielt.
Die Diskussion um die Ursachen wurde noch während der Ausschreitungen mit der Asylrechtsdebatte verknüpft. Als Bundesinnenminister forderte Rudolf Seiters auf einer Pressekonferenz in Rostock am 24. August 1992, der Staat müsse nun handeln. Dabei richtete er sein Augenmerk allerdings weniger auf die zu diesem Zeitpunkt tobenden Gewaltexzesse in Lichtenhagen als auf eine Beschränkung der Zahl der Asylbewerber:
„Wir müssen handeln gegen den Missbrauch des Asylrechts, der dazu geführt hat, dass wir einen unkontrollierten Zustrom in unser Land bekommen haben, ich hoffe, dass die letzten Beschlüsse der SPD, sich an einer Grundgesetzänderung zu beteiligen, endlich den Weg frei machen.“

## Schriften
- unter Mitarbeit von Carsten Tergast: Vertrauensverhältnisse. Autobiografie. Herder, Freiburg im Breisgau 2016, ISBN 978-3-451-34968-3.
- In der Spur bleiben. Politische Wegmarken zu Rechtsstaat und Demokratie, Europa und Weltfrieden, bürgerlicher Verantwortung und Solidarität. Olzog, München 2005, ISBN 3789281743.
- Rudolf Seiters. In: Heribert Schwan, Rolf Steininger (Hrsg.): Mein 9. November 1989. Artemis & Winkler bei Patmos, Düsseldorf 2009, ISBN 978-3-538-07277-0, S. 351–360.
- mit Hanns Jürgen Küsters und Hans-Peter Schwarz: Die Ära Kohl. In: Historisch-Politische Mitteilungen. ISSN 0943-691X, Bd. 17, 2010, S. 233–268.